# 碎积云
碎积云（学名：Cumulus fractus，缩写： Cu fra )，是积云的一种。碎积云的边缘破碎，形态不断变化，这些变化通常还非常迅速。